# Orígenes
|  | Per a altres significats, vegeu «Orígenes el Pagà». |

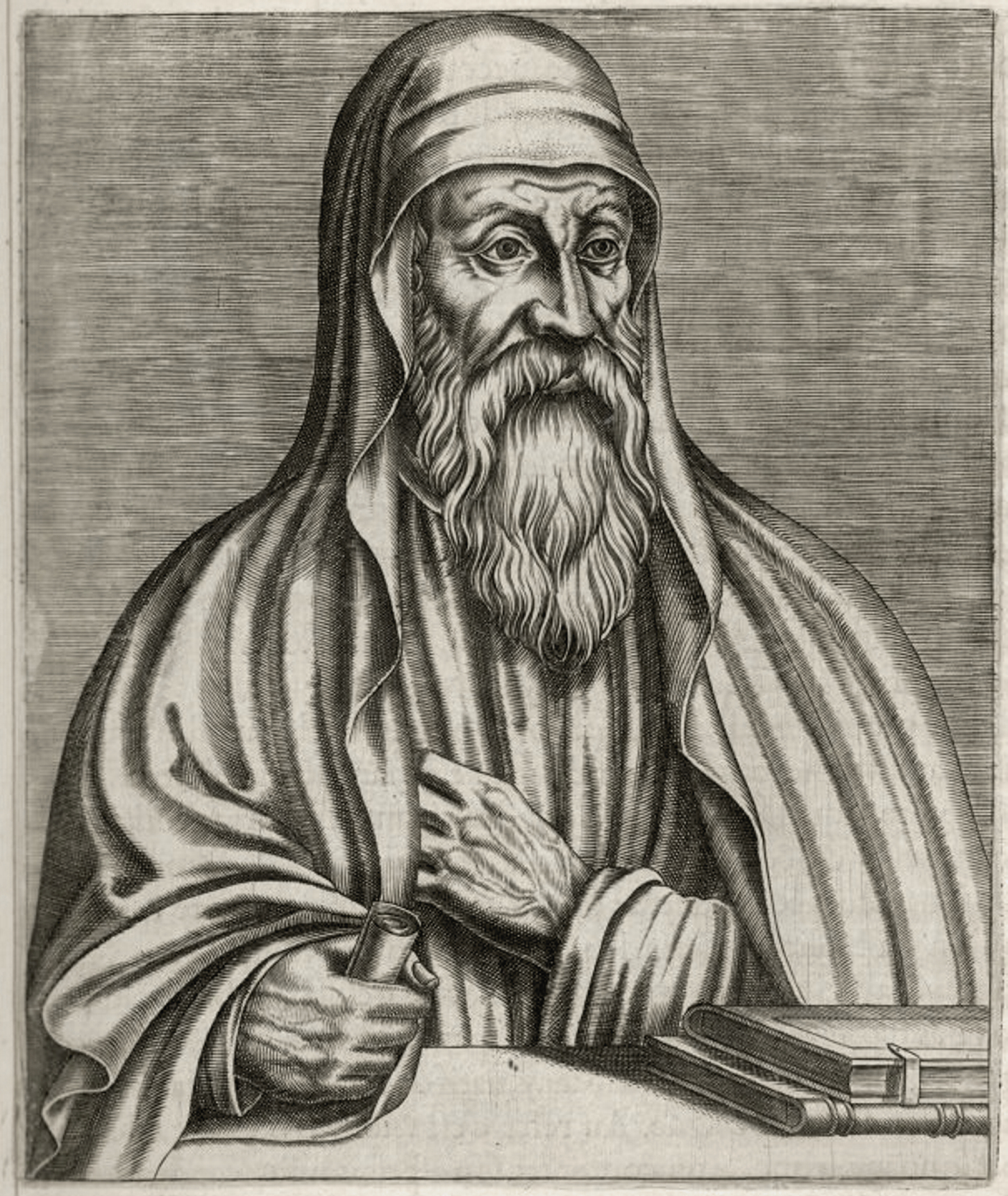
Orígenes

Orígenes (Alexandria (?) 183/186 - Tir c. 254; grec antic: Ὠριγένης Origenes), fou exegeta, pensador i escriptor cristià, i un dels pares de l'Església cristiana. Va exercir gran influència intel·lectual al seu temps i més endavant. També és conegut com Oregenes Adamantius (Adamantius, Αδαμάντιος). Segons l'historiador Josep Maria Martí i Bonet «és el més preeminent escriptor de l’escola alexandrina. A ell li devem en gran part l’intent reeixit de presentar una síntesi ideològica del cristianisme àmplia i coherent». Persona controvertida, uns el consideren sant, altres herètic.

## Biografia
Va néixer probablement a Alexandria, de pares pagans o cristians, segons diferents fonts. Va ser deixeble de Climent d'Alexandria, de Pantè quan aquest havia tornat de l'Índia) i d'Ammoni Saccas. Fou amic d'Alexandre que més tard fou bisbe de Jerusalem. Als disset anys va morir el seu pare Leònides d'Alexandria (203) durant una persecució, deixant vídua i sis fills, i tots els seus béns foren confiscats. Orígenes fou acollit a casa d'una rica dama d'Alexandria on també vivia un jove anomenat Pau d'Antioquia, considerat un gnòstic, els ensenyaments del qual van influir en Orígenes. Després va estudiar ètica, gramàtica, retòrica, lògica, dialèctica, geometria, aritmètica, música i filosofia a més de la llengua hebrea.
Es va dedicar a l'ensenyament i com a catequista va començar amb alguns grecs que volien conèixer el cristianisme, entre els quals un Plutarc, després martiritzat a Alexandria, i el seu germà Hèracles, que va esdevenir assistent d'Orígenes i més tard bisbe d'Alexandria.
Va viure uns anys com a asceta, que van afectar la seva salut. Segons alguns s'hauria castrat «per tenir més llibertat quan convertia catecúmenes», tot i que podria ser una mer rumor per explicar la seva castitat extrema. L'hagiografia per Eusebi de Cesarea (±264-±340) conté molts dels adorns típics que s'han de llegir amb precaució. Després hauria repudiar aquest acte per haver-les agafat massa al peu de la lletra. La persecució s'havia acabat ja abans del 211 quan va morir l'emperador i Orígenes va visitar Roma en temps del papa Zeferí I (que va ser papa fins potser el 218).
Entre l'any 212 i 215 va escriure (ell directament o en col·laboració amb els seus alumnes més avançats) el Tractat sobre els principis (Peryphyseon), una obra de quatre volums per a tres cursos on s'expliquen els tres principis racionals: Déu, les criatures racionals i el món.
Va tornar a Alexandria on va estudiar hebreu i grec i va deixar el lloc de catecumen a Hèracles. Acordava molt importància al coneixement del hebreu, que podia ajudar a comprendre més certes paraules, malinterpretades per la transcripció aproximativa al grec. Va agafar certa fama i va tenir una controvèrsia amb Ambrosi, segons Eusebi de Cesarea un valentinià i segons Epifani un marcionita o un sabel·lià. El va poder convertir i  després va ser el seu patró i ajudant.
Cridat per alguna raó desconeguda pel governador de la província de l'Aràbia Pètria, hi va viatjar per un temps; a la tornada, després d'uns disturbis a Alexandria (potser el conflicte de la ciutat amb Caracal·la el 216), es va establir a Cesarea de Palestina on era bisbe Teoctist. Encara que no era sacerdot va ser convidat a impartir conferències sobre les Sagrades Escriptures, donada la seva gran erudició i capacitat d'exegesi, tant a Cesarea com a Jerusalem on era bisbe Alexandre. D'aquesta manera, ensenyà el cristianisme a pagans i cristians. Va tornar a Alexandria al final del regnat de Caracal·la.
Després va visitar Grècia i de camí va passar per Palestina on fou ordenat sacerdot o prevere per Teoctist de Cesarea i Alexandre de Jerusalem. En aquest viatge es va entrevistar amb Júlia Mamea, mare d'Alexandre Sever (vers 230). A la tornada el patriarca d'Alexandria, Demetri, era enfadat perquè havia estat ordenat prevere sense el seu consentiment i per algunes diferències teològiques; la castració, abans tapada, ara fou esgrimida contra ell. Un concili o sínode dels bisbes egipcis el va expulsar d'Alexandria; inicialment va conservar el seu nomenament de prevere però Demetri va fer tot el possible per treure-li també. Orígenes se'n va anar cap a Palestina. La seva condemna fou acceptada en general, excepte a Palestina, Aràbia, Fenícia, Grècia i Capadòcia. Fins i tot es va dir que era apostata. Orígenes va escriure als seus amics d'Alexandria i va esgrimir que els seus escrits havien estat falsificats i va seguir exercint a Palestina. Demetri va morir el mateix any de l'expulsió d'Orígenes, probablement el 231 o 232 i el seu successor fou Hèracles, amb el qual la situació d'Orígenes es va estabilitzar.
Orígenes es va trobar amb Gregori Taumaturg, després bisbe de Neocesarea i amb el seu germà Atenòdor, que van esdevenir els seus deixebles. El 235 va començar la persecució de Maximí, en la qual van estar amenaçats el seu amic Ambrosi i el prevere Protect (ambdós establerts a Cesarea de Palestina) que no obstant van sobreviure; Orígenes en aquest temps s'estava a Cesarea de Capadòcia on era amic del bisbe Firmilià, i durant dos anys hi va viure a casa d'una dama rica de la ciutat. Va tornar a Palestina a la mort de Maximí (238).
Va fer un altre viatge a Grècia que Suïdas situa a l'entorn del 245. L'any 248 va escriure vuit llibres, que conformaren la seva obra Contra Cels, on va elaborar una defensa del cristianisme davant de les crítiques del filòsof grec Cels. El mateix 248 va morir Hèracles d'Alexandria i el va succeir Dionís.
Sota Deci (249-251) es van renovar les persecucions de cristians; Alexandre de Jerusalem va morir màrtir, i ell mateix fou empresonat i torturat durant l'any 250, però va sobreviure. En aquest temps va morir el seu amic i patró Ambrosi i Dionís d'Alexandria li va escriure una carta que obria el camí cap a la reconciliació. Orígenes va anar primer a Jerusalem i després a Tir on va morir probablement al començament del 254, potser a conseqüència del maltractament sofert. Fou enterrat a Tir.

## Doctrina
Davant del debat entre filosofia i teologia, va mantenir una postura més tancada a l'ús de la filosofia que Climent d'Alexandria. Considerava que primer calia ser cristià, i després ja s'arribaria a la filosofia, ja que la raó era una mala substituta de la fe, no indispensable per comprendre la revelació. En aquest sentit, l'estudi de la retòrica i dels mètodes filosòfics és inútil davant de la veritat plena de Déu, que no deixa la seva saviesa en la incertesa ni subjecte a la possibilitat d'error.
No obstant això, existeix una fe superior, per estar lligada al coneixement: la gnosi cristiana, que ell comença a elaborar. Seguint el plantejament de Filó d'Alexandria, Orígenes creu que les Escriptures no s'han d'entendre tan sols en sentit literal, sinó que se n'ha de saber copsar el sentit al·legòric, i aquí és on pot ajudar-hi la filosofia, ja que per comprendre quelcom de Déu, primer cal començar per comprendre la saviesa humana.
La seva doctrina filosòfico-teològica queda explicada a grans trets en les obres Contra Cels i Peryphyseon.

### Visió de Déu (Contra Cels)
Cels, un filòsof grec del segle ii dC, havia plantejat una dura crítica contra el cristianisme i el judaisme des d'un punt de vista històric i religiós. Orígenes, en respondre les seves crítiques, bastia les bases de la teologia cristiana.
Les crítiques de Cels se centraven en diversos punts: per exemple, l'adoració al cel dels cristians o l'intent de donar un sentit a la història (l'Església amb l'avinguda de Jesucrist, la història havia acomplit la seva missió), quan Cels considerava que no existia cap meta on arribar. Però la crítica més contundent es referia a l'aparició de contradiccions a la Bíblia, i en especial al tema de la reencarnació de Déu en Crist, quan suposadament Déu era descrit com a ésser incomunicable, immutable, inamovible, etern i invariable. Cels acceptava l'existència d'un déu monista en un sentit filosòfic (seguint la doctrina aristotèlica del primer motor immòbil), però de cap manera l'encarnació, ja que això suposaria renunciar a tot el que s'havia aconseguit amb el pensament filòsofic.
Davant d'aquestes crítiques, Orígenes defensa el cristianisme des d'una perspectiva general. Segons ell, Cels fa aquestes crítiques des del paganisme, quan ell respon des del punt de vista cristià. Així, no és cert que cristians i jueus adorin el cel, sinó Déu, que ha creat el món. L'adoració d'aquest Déu no pot ser en un sentit aristotèlic, sinó que se centra en un déu creador, que no es determina en els seus actes, sinó que exerceix la seva lliure voluntat en tot moment, i per tant, escapa dels qualificatius que li puguin atorgar els homes.

### Creació de la Trinitat (Peryphyseon)
En el seu Tractat sobre els principis (Peryphyseon), Orígenes argumenta en contra dels gnòstics, i especialment en contra dels dos més influents: Marció de Sínope i Valentí d'Alexandria.
Orígenes planteja un Déu que és alhora Unitat i Trinitat: el Pare com a ésser, el Fill com a lógos, coneixement (engendrat, i no creat, pel Pare), i l'Esperit Sant, com a amor. Aquest plantejament és contrari a l'opinió dels gnòstics, que defensaven una desigualtat en les tres persones divines, per tal de preservar la puresa d'un ésser previ com a causa superior, que creava la resta d'éssers divins. Argumentaven, a més, que existia una diferència a la Bíblia entre el Déu de l'Antic Testament, venjatiu, i el Déu del Nou Testament, un déu d'amor i compassiu, i que aquests dos déus eren incompatibles. També creien que el món material havia de ser creat per un déu de categoria inferior (segurament per influència del demiürg de Plató). L'altre punt més fort de la seva doctrina consistia en la seva visió de la salvació en clau intel·lectualista: tan sols el coneixement dels misteri de la plenitud, simbolitzat en el baptisme gnòstic, pot proporcionar la salvació.
Orígenes respon aquestes objeccions punt per punt. En primer lloc, argumenta que el Déu de l'Antic Testament i el del Nou són el mateix: el Déu antic sembla venjatiu, però està expressant la seva justícia, que no és en oposició amb la bondat que demostra en el Nou Testament. També reafirma la seva creença en una creació ex nihilo (del no-res) del món, en contra de l'opinió de Filó d'Alexandria. Així, la matèria no preexistiria com a coprincipi, sinó que seria creada per Déu, que exerceix com a creador en un sentit complet. D'aquesta manera, la matèria, creada per Déu, no pot ser dolenta per si mateixa; l'existència del Mal al món prové exclusivament de l'ús imperfecte de la voluntat de l'home. Tot i així, creu en una escatologia orientada vers el Bé, ja que en el món es va realitzant un progrés, on el mal acabarà desapareixent. Pel que fa a la doctrina de la salvació, aquesta només es pot aconseguir amb la fe, a la qual hi pot arribar qualsevol persona, independentment dels seus coneixements. En conseqüència, aquesta no és tan sols per a uns escollits, sinó que és universal.

### Sobre les ànimes
Orígenes creu en la preexistència de les ànimes, encara que tampoc no ho planteja de forma totalment clara. Pel que es dedueix dels seus escrits, argumenta que en la concepció de l'ésser humà es genera el cos, la matèria, però no l'ànima, ja que aquesta no neix ni mor, sinó que s'acobla a l'home. Aquesta unió d'ànima i cos és un càstig imposat a l'home (en línia continuadora amb els misteris òrfics i Plató), a conseqüència del seu pecat original. L'ànima aspira per se a tornar a Déu mitjançant l'exercici del lógos, el pensament.

## Biblioteca d'Orígenes
Des de l'any 190 es te constància d'un arxiu a Cesarea de Palestina on es preservaven les escriptures i documentacions eclesiàstiques, i és Orígenes qui funda la biblioteca durant el bisbat de Teoctist de Cesarea amb una col·lecció de texts cristians i jueus, i literatura grega, especialment treballs filosòfics i històrics, que havia anat recopilant, i que van servir per donar suport als seus ensenyaments bíblics. La biblioteca va sobreviure per donar eines a Eusebi de Cesarea per als seus ensenyaments. No queden proves físiques de la biblioteca de Cesarea, ni cap catàleg de la col·lecció. Es creu que la biblioteca no va sobreviure a la conquesta de Cesarea pels àrabs el 640.

## Obres[7]
- I. Dues edicions del Vell Testament: Tetrapla, i Hexapla. La Octapla, i la Enneapla, que de vegades se li han atribuït, no deriven de fonts antigues.
- II. Obres exegètiques  ̓Εξηγητικά
  - 1. Τόμοι
  - 2. Σχόλια, Scholia
  - 3. Homiliae (Homilies)
- III. Altres obres 
  - 1. ̓Επρστολαί, Epistolae
  - 2. Περὶ ἀναστάσεως, De Resurrectione.
  - 3. Στρωματει̂ς s. Στρωματέων λόγοι ι', Stromateum (s. Stromatum) Libri X
  - 4. Περὶ ἀρχὣν, De Principiis
  - 5. Περὶ εὐχη̂ς, De Oratione
  - 6. Εἰς μαρτύριον προτρεπτικὸς λόγος, Exhortatio ad Martyrium, o  Περὶ μαρτυρίου, De Martyrio
  - 7. Κατὰ Κέλσου τόμοι ή, Celsum Libri VIII
  - 8. Φιλοκαλία, Philocalia

Li són atribuïts també:
- Διάλογος κατὰ Μαρκιανιστω̂ν ἢ περὶ τη̂ς εἰς Θεὸν ὀρθη̂ς πίστεως, Dialogus contra Marcionitas sive de Recta in Deum Fide
- Φιλοσοφούμενα, s. του̂ κατὰ πασω̂ν αἱρέσεων ἐλέγχου βιβλίον α', Philosophumena s. Adversus omnes Haereses, Liber Primus.
- Σχόλια εἰς εὐχὴν κυριακήν, Scholia in Orationema Dominicam
- Comentari de Job